# Baldone
Baldone (németül: Baldohn) város Lettországban, Rigától 33 km-re a Riga–Skaistkalne-i főútvonal mentén.

## Története
Baldone környéke a paleolitikum óta lakott terület. A 18. században az itt felfedezett kénes források mint üdülőhelyet tették ismertté, de a tengerparti Ķemeri forrásainak felfedezését követően elvesztette jelentőségét. Városi rangot 1991-ben kapott.

## Lakossága
A város lakosságának 81,4%-a lett, 12,5%-a orosz 1,9%-a lengyel.